# 알렉스 김
알렉스 김은 대한민국의 스포츠기관단체인이자, 전 댄스스포츠 선수다.

## 경력
- 2012 대한댄스스포츠경기연맹 심판교육위원
- 2011 현대카드 댄스스포츠 갈라쇼 해설위원
- 2011 룩셈부르크 월드댄스스포츠 세계총회 한국대표위원
- 1990 일본 NHK배 동경국제댄스스포츠대회 한국대표선수
- 한미댄스스포츠협회 회장

## 방송
- 댄싱 위드 더 스타